# 6912 Grimm
A 6912 Grimm (ideiglenes jelöléssel 1991 GQ2) a Naprendszer kisbolygóövében található aszteroida. Eric Walter Elst fedezte fel 1991. április 8-án.